# Harold Warner Streeter
Harold Warner Streeter (22 de Junho de 1884 - 07 de agosto de 1961) foi um engenheiro sanitário contratado pelo Serviço de Saúde Pública dos Estados Unidos (USPHS) e autoridade em qualidade da água que teve papel importante na engenharia ambiental dos EUA. Streeter atuou em diversas funções no setor de saneamento, desde técnico em abastecimento de água até superintendente de estação de filtragem. 

## Infância e educação
Streeter nasceu em 22 de junho de 1884, em Saratoga, Nova Iorque. Filho de Frank Warner e Laura Clark (Douglass) Streeter. Harold ingressou no Instituto de Tecnologia de Massachusetts (MIT) no curso de Engenharia Sanitária em 1902, cursando pelos anos de 1902-1907. Em 1906 atuou como assistente do Professor S.C. Prescott, do MIT.

## Carreira
No verão de 1906, Harold atuou como desenhista técnico do Departamento de Água e Esgoto (dftsman Bd. of Water Supply), na cidade de Nova Iorque. Foi químico-bacteriologista do Departamento de Abastecimento de Água (Dept of Water Supply), N.Y.C, entre os anos de 1907-1911. Em seguida, atuou como superintendente da Estação de Filtragem do Departamento de água e Esgoto, N.Y.C de 1911 a 1912. Entre os anos de 1913 e 1914 foi Químico-Bacteriologista, Tratamento de Esgoto (Sewerage Commn)  em Baltimore, Maryland.
Foi contratado pelo USPHS em 1913, ano em que foram contratados os primeiros Engenheiros Sanitaristas para o serviço de Saúde. Trabalhou com Earle B. Phelps, químico-bacteriologista, na caracterização do consumo de oxigênio dissolvido (OD) em um curso d'água que recebia despejos orgânicos. A equação de Streeter-Phelps foi o primeiro modelo quantitativo usado para determinar o impacto das descargas de demanda bioquímica de oxigênio (DBO) em corpos de água superficiais. Sua equação levou à modelagem determinística que tornou possível limitar descargas específicas de estações de tratamento de resíduos. Se aposentou do serviço público de saúde como Diretor de Engenharia Sanitária em 1948..
Atuou como consultor da ORSANCO (Ohio River Valley Water Sanitation Commission) e autoridade internacional em engenharia sanitária de 1949/50 a 1959.
Os estudos de Streeter sobre estações de tratamento de água se tornariam a base para os Padrões de Água Potável do Serviço de Saúde Pública dos Estados Unidos. Liderou estudo para avaliação dos métodos de filtração por membrana para monitoramento bacteriológico da água. Como consultor aprofundou estudos de lançamentos de efluentes de diversas indústrias e suas relações com o oxigênio dissolvido na água e seus impactos ambientais.
Associações Profissionais: American Society of Civil Engineers (ASCE) – chegando a presidente da seção de Cincinatti; American Public Health Association (APHA); American Water Works Association (AWWA); American Association for the Advancement of Science (AAAS).

## Vida pessoal
Casou-se com Florence Taft Easton em 18 de março de 1909. Harold Warner Streeter faleceu em agosto de 1961, estando sepultado em Evendale, Hamilton County, Ohio.

## Honrarias e premiações
Streeter foi homenageado com a Emerson Distinguished Service Medal concedido pela Water Environment Federation (WEF) em 1945. Também foi homenageado no Seminário sobre Abastecimento de Água e poluição (Oxygen Relationships in Streams) – Centro de Engenharia Sanitária (USPHS) 1957.
Nomeia o barco de pesquisas encomendado pela USPHS em 1962 - R/V Harold W. Streeter.. O R/V Harold W. Streeter é uma traineira para pesquisas de 45 pés e 16 toneladas, construído em 1962 e comissionado em 1963 para USPHS. 
Informalmente fora introduzido o conceito de limite de Streeter, para quando a taxa DBO/OD for igual à unidade, indicando empiricamente o limite para que as condições do córrego sejam favoráveis.

## Obras
- Streeter, H. W. “Clarksburg, W. Va., Filtration Plant” – Engineering Record, jul. 1912.
- Streeter, H. W. “The Loading of Filter Plants” – Journal of the American Water Works Association, mar. 1922.
- Streeter, H. W. “Filtration Plants Along the Ohio River” – Public Health Reports, vol. XXX, 1924.
- Streeter, H. W. “Some Recent Developments in Stream Pollution” – Proceedings, Indiana . Water Supply and Education Association, 1924.
- Streeter, H. W. et all. , Study of Pollution and Natural Purification of the Ohio River: Parte II: "Survey and Laboratory Studies" (coautor), Public Health Bulletin No. 143 (1924).
- Streeter, H. W., Phelps, E. B., Study of Pollution and Natural Purification of the Ohio River: Parte III: "Oxidation and Reaeration Phenomena, PH Bulletin No. 146, 1925.
- Streeter, H. W. “The Rate of Atmospheric Reaeration of Sewage-Polluted Streams” Public Health Report, USPHS, fevereiro de 1926. Também Transactions American Society of Civil Engineers, Vol. 89, 1351 (1926).
- Streeter, H. W. Experimental Studies of Water Purification: III. Discussion of B. coli Results Obtained from Primary Series of Experiments, Public Health Reports (1896-1970), Vol. 42, No. 28 (Jul. 15, 1927), pp. 1841-1859.
- Streeter, H. W. Report on municipal sanitary engineering practice in Great Britain, 1927.
- Streeter, H. W. Studies of the Efficiency of Water Purification Processes, Parts I, II, and III. Public Health Bulletin no 172 (1927).
- Streeter, H. W. Chloro-phenol tastes and odors in water supplies of Ohio River cities . Washington, D.C. : U.S. G.P.O., 1929.
- Streeter, H. W. Studies of the Efficiency of Water Purification Processes, Parts IV . Public Health Bulletin no 172 (1929).
- Streeter, H. W. The Effects of Sewage Discharge on Streams. Published 1931, Sewage works jornal.
- Streeter, H. W. A formulation of Bacterial Changes Occuring in Polluted Water. Sewage Works Journal, vol. 6 No 2 (1934).
- Streeter, U. W. Measures of Natural Oxidation in Pollute Strems. II The Reaeration Factor and Oxygen balance. Sewage Works Journal, Vol. 7 No. 8, 1935.
- Streeter, H. W. , Prevention of Water-borne Epidemics in Connection with the Ohio River Flood. Published 1939.
- Streeter, H. W., Wright, C. T., and Kehr, R. W., 1936. Measures of natural oxidation in polluted streams M. Sewage Wks J., 8, 282.
- Streeter, H. W., Ranieri, R. National Inventory of Needs for Sanitation Facilities: I. Public Water Supply. Published 1944. Public Health Reports.
- Streeter, H. W. , Standards of stream sanitation. H. W. Streeter, Published in Sewage Works Journal 1949.

- Streeter, H. W., Background and Validation, bacterial-quality Objectives for The Ohio River. OSANCO, 1951.

- Streeter, H. W. Robertson, D.A. Evaluation of Membrane Filter Technique for Appraising Ohio River Water Quality. Published February 1960, Journal American Water Works Association.